# Diocèse d'Évreux
Le diocèse d'Évreux est une Église particulière et circonscription de l'Église catholique de France fondée sur le territoire du peuple gaulois des Aulerques Éburovices dans l'actuel département de l'Eure en Normandie dont il couvre le territoire à l'exception de quelques communes au sud, dépendant du diocèse de Chartres (et notamment Nonancourt) ou du diocèse de Séez. Le diocèse appartient à la province ecclésiastique de Rouen.
Le premier évêque d'Évreux est saint Taurin, au IVe siècle, devenu patron du diocèse.
La cathédrale est placée sous le vocable de Notre-Dame de l'Assomption. L'évêque d'Évreux porte, entre autres, de droit les titres de comte de Condé, Illiers et Brosville.

## Territoire
Le diocèse d'Évreux compte 31 paroisses qui regroupent des communautés paroissiales plus petites : Andelle Pays de Lyons, Avre et Iton, Estuaire Pays d'Auge, Gisors Vallée d'Epte, la Madeleine Nétreville, Lieuvin Sud et Pays d'Ouche, Montgeoly, Notre-Dame - Saint Taurin, Notre-Dame de Bonne Espérance, Notre Dame de Charentonne, Notre Dame de l'Alliance, Notre Dame de Seine Andelle, Notre Dame des Bois Pays de Louviers, Notre Dame du Grand Sud d'Évreux, Notre Dame du Roumois, Notre-Dame Risle Seine, Pacy Vallée d'Eure, Pays de Conches, Père Laval - Louviers - Boucle de Seine, Plateau du Neubourg, Roum'Oison, Saint André - Mesnilliers, Saint-Jean-Baptiste-du-Val-Iton, Saint Louis Pays de Vernon, Saint Martin de la Risle, Saint Nicaise du Vexin Normand, Saint Pierre des Deux Rives, Sainte Marie du Pays de Verneuil, Sainte Marie en Vexin, Sainte Clotilde des Andelys.

## Historique
En 911, le diocèse d'Évreux, avec ceux de Rouen et de Lisieux, sont donnés par le roi de France Charles le Simple au viking Rollon, ce qui constituera l'amorce du duché de Normandie.
Avant le concordat de 1801, le diocèse était divisé en trois archidiaconés : Évreux, Ouche, Neubourg. Il y avait douze doyennés : Le Neubourg, Louviers, Conches, Verneuil, L'Aigle, Lyre, Ouche, Vernon, Pacy, Ivry, La-Croix-Saint-Leufroy, Nonancourt. S'ajoutait la banlieue d'Évreux, soit un total de 473 paroisses.
Aujourd'hui, il n'y a plus d'archidiaconé : le diocèse est découpé en 7 secteurs : Centre, Nord, Sud, Ouest, Nord-Ouest, Nord-Est, Est. Soit un total de 31 paroisses.
En 2021, le diocèse d’Évreux entame une évangélisation par les réseaux sociaux Instagram et WhatsApp. La même année, le diocèse, conformément au vœu du pape François, se convertit à l'écologie.
En 2022, le diocèse d'Évreux fonde « Carrefour des Cités », un groupe de réflexion et d'entraide en faveur des « quartiers pauvres » de la ville d'Évreux.

## Instituts religieux
Liste des instituts religieux apostoliques ou contemplatifs masculins et féminins présents dans le diocèse en février 2024. Après le nom de l'institut, on trouve DP si c'est un institut religieux de droit pontifical ou DD dans le cas d'un institut religieux de droit diocésain. Il est ensuite indiqué le lieu où la communauté est implantée sur le territoire du diocèse d'Évreux.
Masculins
- Bénédictins du Mont-Olivet (DP), Abbaye Notre-Dame du Bec
- Lazaristes (DP), Bernay
- Frères missionnaires des campagnes (DP), Canappeville
- Frères de Saint Benoit Labre (DD), Chaignes

Féminins
- Bénédictines du Mont-Olivet, Monastère Sainte-Françoise-Romaine (DP), Le Bec-Hellouin
- Moniales passionistes (DP), Croisy-sur-Eure
- Sœurs de Saint-Paul de Chartres (DP), Verneuil-sur-Avre
- Filles de la charité de saint Vincent de Paul (DP), Évreux
- Salésiennes missionnaires de Marie Immaculée (DP), Bernay
- Filles du Saint-Cœur de Marie (DD), Évreux
- Sœurs de l'Enfant Jésus – Providence de Rouen (DD), Louviers et Beaumont-le-Roger
- Sœurs de la Providence d’Évreux (DD), Évreux
- Sœurs de Jésus au Temple (DD), Évreux et Vernon
- Sœurs de Saint Benoit Labre (DD), Vernon
- Sœurs de Sainte Marie de Torfou (DD), Évreux
- Sœurs de Marie Réconciliatrice (DD), Val-de-Reuil
- Sœurs de Saint Jean l'évangéliste (DD), Évreux

## Saints du diocèse

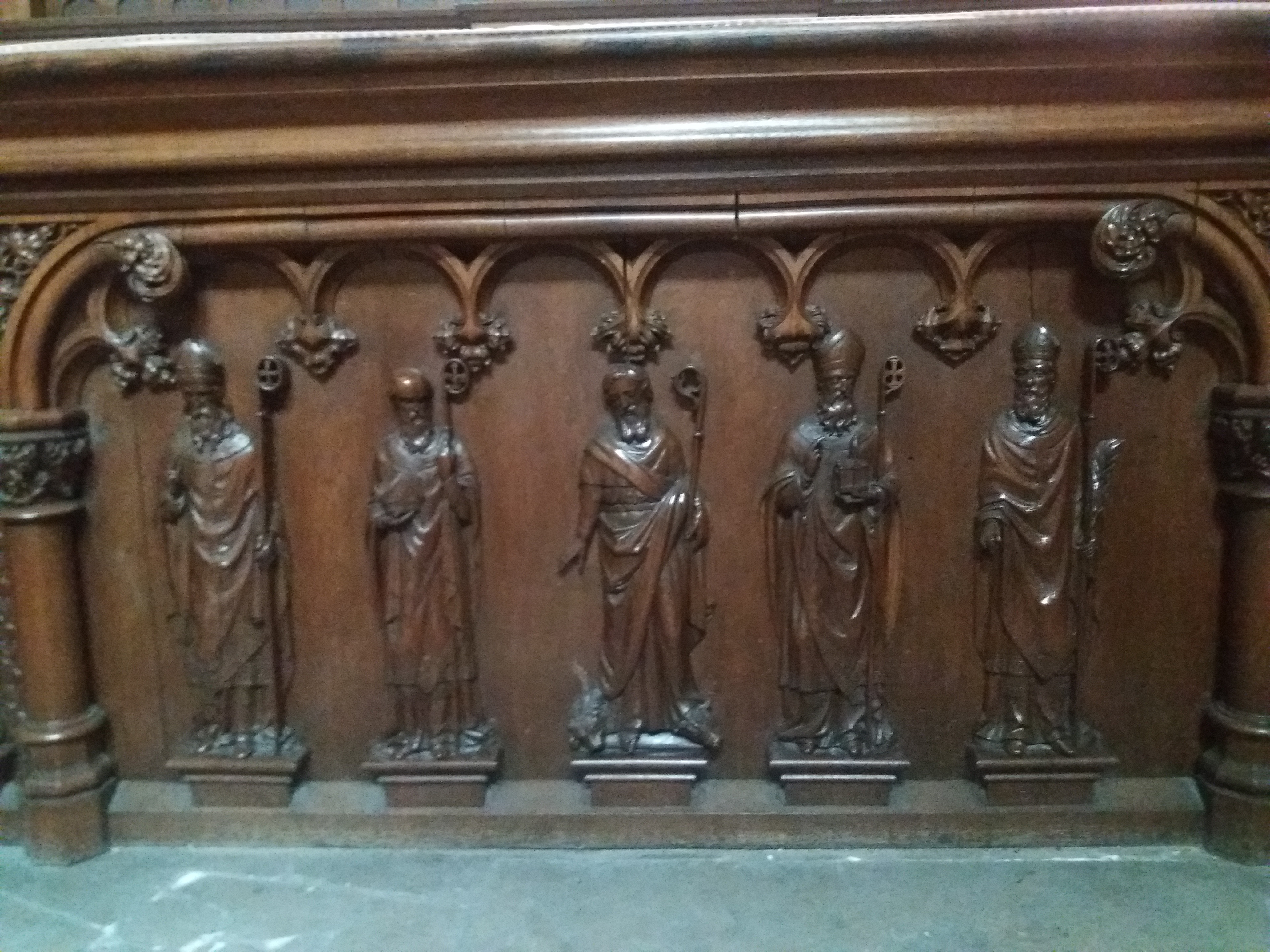
Cinq évêques d'Évreux : Saint Éterne, saint Gaud, saint Taurin, saint Laudulphe, saint Aquilin (détail de l'autel du Saint-Sacrement, dans la chapelle absidiale sud de l'église abbatiale Saint-Taurin à Évreux).

### Évêques des premiers temps
- Saint Taurin, apôtre de l'Évrecin, évangélisateur des Aulerques éburovices et premier évêque d'Évreux vers 380. Les vitraux du chœur de l'église Saint-Taurin et sa châsse du XIIIe siècle retracent sa vie. Sa naissance fut annoncée par un ange à sa mère sainte Euticie. La légende rapportée par le moine Déodat, tentant de la rattacher à l'époque apostolique, le fait filleul du pape Clément et compagnon en Gaule de Denys l'Aréopagite, traditionnel premier évêque de Paris. Taurin est représenté à son arrivée à Évreux confronté face à un lion, un ours et un buffle, représentations des vices locaux d'orgueil, luxure et avarice. Il ressuscite trois enfants (Euphrasie, fille de Lucius ; Marinus, fils du préfet Licinius et de Léonille, et son compagnon Paschase), chasse un démon d'une statue païenne et exorcise des possédés, transforme le temple d'une déesse en la première église de la ville (« Notre-Dame de la Ronde », détruite à la Révolution), et baptise de nombreux Ébroïciens dans l'Iton. Martyrisé par les Païens à Gisay, au Vieil-Évreux, il survit à sa flagellation. Avant de mourir le 11 août, sans doute en 412, il prédit l'invasion franque, la destruction de la cité mais la persistance de la foi. Les troubles suivants feront oublier le lieu de son tombeau, qui ne sera découvert par saint Laudulphe qu'en 613. Il est fêté le 11 août, jour de sa naissance au Ciel ; chaque année, des pèlerins viennent le célébrer en son église éponyme ; la paroisse de la cathédrale le célèbre quant à elle à la rentrée de septembre.

- Saint Mauxe (ou Maxime), évêque missionnaire, son frère diacre saint Vénérand, et les prêtres Marc et Éthérius vinrent d'Italie se réfugier au Clos Saint-Mauxe à Acquigny (diocèse d'Évreux) où ils moururent martyrs : le proconsul Sabinus les y poursuivit et leur fit trancher la tête, ainsi qu'à trente-huit de ses propres soldats que les Saints avaient convertis par leurs paroles et leurs miracles. Jean, abbé de Saint-Pierre-et-Saint-Paul de Châtillon-lès-Conches, offrit en 1480 une partie notable du chef du diacre martyr à Guy XIV de Laval (1406-1486), qui les transmit en 1490 à l'église Saint-Vénérand de Laval. Fêtés le 25 mai. La translation de leurs reliques en 1766 est commémorée le 11 mai.

- Saint Gaud, 2e évêque d'Évreux au Ve siècle, entre 440 et 480. Il se retira ensuite comme ermite dans le Cotentin à Saint-Pair-sur-mer, où il mourut le 31 janvier 491 ; son corps est toujours vénéré sous un autel de l'église. Fêté le 31 janvier. Une translation de son corps eut lieu en 1664 ; le chapitre cathédral d'Évreux envoya une délégation qui rapporta des reliques[11]. Cette Translation est commémorée le 11 novembre.

- Sainte Clotilde (474-545), reine de France et veuve du roi Clovis Ier (466-511), fondatrice en 511 aux Andelys d'une église et d'un couvent féminin (le plus ancien monastère de Normandie), sur lesquels se dressa plus tard la collégiale Notre-Dame, qui reçut en 1656 une côte de la Sainte. Fêtée le 3 juin.

- Saint Vigor, évêque de Bayeux et sans doute d'Évreux (selon les leçons de matines du bréviaire d'Évreux), patron de la ville de Pont-de-l'Arche. Mort un 1er novembre avant 538, il est fêté le 5 novembre.

- Saint Laudulphe, évêque d'Évreux aux VIe – VIIe siècles. Fêté le 13 août.

- En 613, Invention (c'est-à-dire découverte) du corps de saint Taurin par saint Laudulphe, instruit par un Ange lui étant apparu. Les reliques de l'évêque seront mêlées à celles du premier évêque dans la châsse confectionnée au XIIIe siècle. Fête le 5 septembre.

- Saint Éterne, évêque d'Évreux au VIIe siècle, mort martyr vers 659 (ou 670). Fêté le 16 ou 21 juillet. Le 13 août commémore la translation de ses reliques à Luzarches, près de Paris.

- Saint Aquilin (620-695), originaire de Bayeux, évêque d'Évreux au VIIe siècle. Officier de Clovis II (635-657) puis ermite, il fut choisi comme évêque par les Ébroïciens. Fêté le 19 octobre.

- Les saints évêques d'Évreux étaient traditionnellement célébrés le 18 août[12], jour octave de la fête de saint Taurin. Depuis le XXe siècle, ils le sont le 1er septembre[13].

### Abbés et religieux du Moyen Âge
- Saint Leufroy (660-738), originaire du diocèse d'Évreux, frère de saint Agofroy, moine à Saint-Taurin d'Évreux, disciple de saint Saëns, fondateur et premier abbé de l'abbaye de La Croix-Saint-Ouen (diocèse d'Évreux) en 694. Fêté le 21 juin, jour de sa mort.

- Saint Agofroy, moine à l'abbaye de la Croix-Saint-Ouen au diocèse d'Évreux, frère de saint Leufroy, au VIIIe siècle. Fêté le 24 août.

- Saint Barsenore, abbé de La Croix à la fin du  VIIIe siècle[12]. Fêté le 13 septembre.
- Saint Gervold, évêque d'Évreux (785-788) puis 15e abbé de Fontenelle au diocèse de Rouen, au VIIIe siècle. Chapelain de Berthe au Grand Pied (720-783), la mère de Charlemagne, il est l'oncle de saint Anségise de Fontenelle. Mort vers 807, il est fêté le 14 juin.

- Le bienheureux Herluin (995-1078), chevalier, premier abbé de l'abbaye de Bonneville puis de l'abbaye Notre-Dame du Bec, en 1035. Mort en 1078, il est fêté le 26 août, jour de sa mort.

- Le bienheureux Lanfranc (1010-1089), prieur de l'abbaye Notre-Dame du Bec, puis premier abbé de l'abbaye Saint-Étienne-de-Caen au diocèse de Bayeux et archevêque de Cantorbéry, au XIe siècle. Fêté le 28 mai, jour de sa mort.

- Saint Anselme (1033-1109) dit « le Docteur magnifique », deuxième abbé de l'abbaye Notre-Dame du Bec, puis archevêque de Cantorbéry au XIe siècle. Canonisé en 1494 et déclaré Docteur de l'Église en 1720, il est fêté le 21 avril.

- Saint Adjutor (1070-1131), chevalier croisé puis moine-ermite, originaire de Vernon, aux XIe – XIIe siècles. Fêté le 30 avril, jour de sa mort.

### Événements liturgiques
- En 1077, l'archevêque de Rouen Jean d'Ivry (ou d'Avranches, mort en 1079) consacre la toute nouvelle cathédrale d'Évreux à l'Assomption de la Très Sainte Vierge Marie, célébrée le 15 août, qui devient la fête patronale de tout le diocèse. Cette dédicace est fêtée le 2 septembre.

- Cette même année, dédicace de l'abbatiale du Bec par le bienheureux Lanfranc (mort en 1089, fêté le 28 mai), archevêque de Cantorbéry. Fêté le 23 octobre.

- En 1116, mort de l'évêque Yves de Chartres (1040-1116), ancien élève du Bec. Fêté le 23 décembre.

- En 1178, seconde dédicace de l'église abbatiale du Bec par Rotrou (mort en 1183), archevêque de Rouen. Fêté le 19 mars.

- En 1247, mort de saint Thibaut de Marly, abbé des Vaux-de-Cernay, qui fut entre autres chargé de la direction de l'abbaye du Breuil-Benoît. Canonisé en 1270, il est fêté le 8 décembre.

- Le 19 octobre 1259, le roi Louis IX (1214-1270) vient assister au sacre de l'évêque d'Évreux Raoul III de Grosparmy (1202-1270) en l'abbatiale Saint-Taurin. Mort en 1270, il est célébré le 25 août comme patron secondaire d'Évreux ; l'église des Jacobins (Dominicains) de la ville devint d'ailleurs en 1299 la première église de France consacrée au saint roi, et ce dernier est représenté sur la châsse de saint Taurin.

- Le 25 août 1282 meurt Thomas de Canteloup, canonisé en 1310. Sa mère Méliante est comtesse douairière d'Évreux et de Gloucester[12]. Fêté le 2 octobre.

- En 1318, l'Église d'Évreux commence à célébrer la Fête-Dieu, après Rouen l'année précédente et Coutances (1260).

- En 1450, réduction de la Normandie à l'autorité royale et fin de la guerre de Cent Ans. Afin de célébrer l'événement, Charles VII (1403-1461) décrète une procession générale (dite du « Vœu de Charles VII ») chaque 12 août.

### Martyrs des guerres de Religion
Trois religieux ébroïciens moururent martyrs des soldats huguenots, assassinés en haine de la foi catholique le 5 février 1562 dans les faubourgs d'Évreux lors du siège de la ville par l'amiral de Coligny Gaspard II. Le chanoine Guillaume Foucault fonda, en action de grâces pour la délivrance de la cité par le duc d'Aumale Claude II de Lorraine-Guise, l'office solennel de sainte Agathe avec une procession générale, qui traversa jusqu'en 1790 les rues d'Évreux chaque 5 février après Tierce. Les martyrs sont :
- le frère Denis Dupont, Cordelier (Franciscain) : il eut les yeux crevés, la tête fendue et le corps roué de coups ;
- le frère Louis Le Grip, Cordelier (Franciscain) : il fut tué d'une balle dans le cou ;
- le frère Robert Culvan, Jacobin (Dominicain) : il mourut percé de flèches.

### Saints ecclésiastiques de l'époque moderne
- Saint Jean Eudes (Ri, 14 novembre 1601 - Caen, 19 août 1680), prédicateur et fondateur de la Congrégation de Jésus et Marie, fondateur du grand-séminaire d'Évreux (consacré au saint Cœur de Marie) à la demande de l'abbé Boudon (cf. ci-dessous) et du doyen du chapitre cathédral Jacques Le Doulx de Melleville, aujourd'hui tribunal d'Évreux. Fêté le 19 août.

- Henry-Marie Boudon (La Fère, 14 janvier 1624 - Évreux, 31 août 1702), dit « Monsieur Boudon », successeur de saint François de Laval (voir ci-dessous) comme grand-archidiacre d'Évreux de 1654 à sa mort. Membre de la Société des « Bons Amis » de Jean Bagot (1591-1664), auteur prolifique et apôtre de la dévotion aux saints Anges au XVIIe siècle, il fut ordonné prêtre le 1er janvier 1655 en la chapelle du palais épiscopal d'Évreux par Gilles Boutault (1597-1661), et relança le culte de saint Taurin. Inlassable voyageur, il prêcha dans de très nombreuses provinces françaises, et jusqu'aux Pays-Bas espagnols et en Bavière, dont sa dirigée la princesse Mauricette-Fébronie de La Tour d'Auvergne (1652-1706) était administratrice (et duchesse douairière en 1705) pendant la minorité de Maximilien-Marie, avec son époux Maximilien-Philippe de Bavière, landgrave de Leuchtenberg, oncle de celui-là et fils de Maximilien Ier de Bavière. Victime quelques années d'une cabale, abandonné de tous même de saint Jean Eudes, il fut finalement reconnu innocent et retrouva la confiance de Henri Cauchon de Maupas (1604-1680). Après avoir travaillé sans relâche à la régularité et à la sanctification du clergé, il mourut en odeur de sainteté en 1702 à l'âge de 79 ans et fut inhumé dans la chapelle des Saints-Anges, siège de son Archiconfrérie[17], en la cathédrale d'Évreux à côté de celle du baptistère. François Grolleau, évêque d'Évreux de 1870 à 1890, procéda à la reconnaissance de ses restes le 11 janvier 1884 et ouvrit son procès en béatification en 1888. Un pèlerinage initié par lui a lieu chaque premier mardi des mois, de sa tombe à la colline Saint-Michel.

- Le vénérable abbé André Goulafre, curé de l'église Sainte-Croix de Bernay, mort le 24 juin 1703[12].
- Saint François de Montmorency-Laval (Montigny-sur-Avre, 30 avril 1623 - Québec, 6 mai 1708). Né au diocèse de Chartres, fils de Hugues de Laval, seigneur de Montigny et Montbaudry, et de Michelle de Péricard, il fut élève au collège des Jésuites fondé par Henri IV à La Flèche (1631-1641), puis au collège de Clermont (également jésuite) à Paris, fait chanoine et archidiacre d’Évreux (1646-1653) par son oncle François Ier de Péricard (1583-1646), évêque d'Évreux, et ordonné prêtre le 1er mai 1647 en sa cathédrale. Membre de la Société des « Bons Amis » de Jean Bagot (1591-1664), confesseur de Louis XIV, il est enthousiasmé par l'appel à la mission d'Alexandre de Rhodes (1595-1660) en visite à Paris (1653) et se porte volontaire, avec ses amis François Pallu (1626-1684) et Pierre Picques (mort en 1664). Destiné par la congrégation De Propaganda Fide à être vicaire apostolique au Tonkin (7 mars 1653), il est finalement nommé en Nouvelle-France à la demande de Louis XIV (6 janvier 1657) et sacré évêque in partibus de Pétrée en l'abbatiale de Saint-Germain-des-Prés le 8 décembre 1658 par son ami François II Servien (1598-1659), évêque de Bayeux. Véritable père fondateur du Québec, il y arrive le 16 juin 1659. Membre du Conseil souverain fondé par Louis XIV (1663) et même gouverneur de la Nouvelle-France (en 1663 et 1682) et premier évêque de Québec (1674), il y fonde le grand-séminaire et sa communauté de prêtres (1668), rattachés au séminaire des Missions étrangères de Paris — sous le patronage de la Sainte-Famille dont il propage la dévotion et dont il institue une fête liturgique en 1684 à la date du 4 novembre — puis un petit-séminaire (1663), et devient seigneur de Beaupré (1664-1668) et de l'île Jésus à Québec (en 1675), abbé commendataire de Méobecq et prieur d'Esves-le-Moutier (1664-1673) afin d'obtenir des revenus pour les missions. Démissionnaire en 1688, il remplace finalement son successeur Jean-Baptiste de La Croix de Chevrières de Saint-Vallier (1653-1727), retenu en France, de 1700 à sa mort, à l'âge de 85 ans. Il est successivement inhumé dans la crypte de la cathédrale de Québec (1708), dans celle du séminaire (1878), à la chapelle extérieure de celui-ci (1950) puis dans une chapelle (1993) de la cathédrale, devenue basilique en 1874. Béatifié le 22 juin 1980 et canonisé (par canonisation équipollente) le 3 avril 2014, il est fêté le 6 mai. Plus de 150 sites et rues portent son nom au Québec, dont la ville de Laval ainsi que l'université et l'hôpital de Québec.

### Martyrs de la Révolution
- Le bienheureux Jacques de La Lande[18] (La Forêt-Auvray, 6 mars 1733 - Paris, 3 septembre 1792), curé d'Illiers-l'Évêque au diocèse d'Évreux, député du clergé du bailliage d'Évreux aux États généraux du 27 mars 1789 au 30 septembre 1791[19], prêtre réfractaire, martyr de la Révolution lors des massacres de Septembre 1792 à Paris. Béatifié le 17 octobre 1926, il est fêté le 3 septembre, jour de sa mort.

- Le bienheureux René Vallée (Saint-Aubin-des-Hayes, 8 août 1750 - Évreux, 12 mai 1794), curé de Pithienville et martyr[20]. Demeuré courageusement dans sa paroisse, élu maire mais refusant de prêter serment à la Constitution civile du Clergé, il fut arrêté en 1794, conduit à Évreux, condamné à mort et guillotiné le 12 ou 28 mai sur la place Saint-Léger[21].

- Le frère Cyrille Langlois du Roulle (1758-1794) dit le « Père Cyrille », né au diocèse d'Évreux (au Roule ou à Vernon). Capucin à Dijon, réfractaire à la Constitution civile du clergé, il fut arrêté, déporté à Rochefort en 1793 et mourut à 36 ans le 16 juin 1794.

- La bienheureuse Marie-Madeleine Fontaine (Étrépagny, 22 avril 1723 - Cambrai, 26 juin 1794), vierge et martyre de la Révolution. Fille de la Charité réfractaire, arrêtée avec trois de ses compagnes à Arras, exécutée à Cambrai à 71 ans en 1794. Fêtée le 26 juin, jour de sa mort.

- L'abbé Antoine Marie François Hallé d'Amfreville (Rouen, 20 septembre 1742[22] ou 1759[23] – Évreux, 13 juillet 1794), prêtre et chanoine de la collégiale d’Écouis, conseiller-clerc au parlement de Normandie (1784-1790) et syndic du clergé normand la même année. Retiré à Écouis, il se vit privé de traitement et de logement ; réfugié chez son parent M. de Bellemare, à Bosbénard-Commin, il dut ensuite errer dans les environs de Pont-Audemer et fut arrêté à Campigny le 10 juillet 1794, transféré à Évreux le 12 et exécuté le 13 juillet 1794 pour n'avoir ni émigré ni prêté serment à la Constitution civile du clergé. « La tradition rapporte qu’au moment suprême, il se tourna vers l’exécuteur, l’embrassa et lui fit accepter, en signe de pardon pour tous ceux qui avaient concouru à son fatal destin, l’anneau qu’il portait au doigt ». Il portait : d'azur, à la fasce d'argent, chargée de deux coquilles de gueules, accompagnée de deux étoiles d'or[24].

- Deux des seize carmélites de Compiègne, vierges et martyres de la Révolution, étaient originaires du diocèse d'Évreux. Arrêtées les 22-23 juin 1794 à Compiègne, incarcérées à l'ancienne Visitation, elles sont transférées à Paris le 12 juillet, accusées par Antoine Fouquier-Tinville (1746-1795). Refusant de prêter le serment Liberté-Égalité, elles sont jugées et exécutées le 17 juillet ; Mère Thérèse de Saint-Augustin, leur prieure, monte à l’échafaud la dernière. Elles sont béatifiées en 1906, fêtées le 17 juillet et popularisées à partir de 1931 grâce à Gertrud von Le Fort (1876-1971). Il s'agit de :
  - la bienheureuse Euphrasie de l'Immaculée Conception (née Marie-Claude-Cyprienne Brarde ; Bourth, 12 mai 1736 - Compiègne, 17 juillet 1794). Sœur de chœur, elle meurt à 58 ans ;
  - la bienheureuse Julie-Louise de Jésus (née Rose Chrétien de Neuville ; Évreux, 30 décembre 1741 - Compiègne, 17 juillet 1794). Sœur de chœur, elle meurt à 53 ans.

- Louis Janthia (Chalon-sur-Saône, 1742 - Paris, 26 juillet 1794), prêtre et moine bénédictin de la Maison d'Évreux de la Congrégation de Saint-Maur à l'abbaye Saint-Taurin d'Évreux, retiré à Anet après la suppression des Ordres monastiques le 16 février 1790, arrêté début 1794 et conduit à Paris par les révolutionnaires, comparu le 26 juillet 1794 devant le tribunal révolutionnaire juste avant la chute de Robespierre avec 53 autres, condamné à la peine de mort pour avoir dit : « Si les puissances coalisées contre la Convention pénétraient en France, ce serait pour y rétablir la religion », exécuté par décapitation le même jour à 52 ans avec ses 53 compagnons dont trois prêtres (F. Dacaix, J. Martin et J. L. Moineau) et le comte-évêque d'Agde, Charles-François de Rouvroy de Saint-Simon Sandricourt (cousin du duc de Saint-Simon), il semble être le dernier martyr catholique diocésain officiel de la Révolution[25],[26].

### Époque contemporaine
- Le bienheureux Jacques-Désiré Laval (Croth, 18 septembre 1803 - Sainte-Croix à l'île Maurice, 9 septembre 1864), curé de Pinterville au diocèse d'Évreux, puis missionnaire spiritain à l'île Maurice au XIXe siècle. Il est fêté le 9 septembre. Un pèlerinage est organisé chaque année, à Pinterville, le deuxième dimanche de septembre.